# オンカラック郡
座標: 北緯14度7分17秒 東経101度0分14秒 / 北緯14.12139度 東経101.00389度
オンカラック郡（オンカラックぐん）はタイ中部・ナコーンナーヨック県の郡（アムプー）。

## 名称
オンカラックとは「護衛官」という意味である。ラーマ5世（チュラーロンコーン）がナコーンナーヨックを訪れた際現在のオンカラックの近辺を通ったが、ここで一人の護衛官が病気になり死んでしまった。ラーマ5世はこれに心を打たれ、社を建て護衛官を祭った。これがオンカラックの名前の起源である。

## 歴史
元々、オンカラック郡の郡庁は現在のバーンナー郡、タムボン・バーンオーにあった。1889年、ラーマ5世はチャオプラヤー川とナコーンナーヨック川を結ぶランシット運河を計画し建設した。チャオプラヤー川側の運河の水門はチュラーロンコーン水門とよばれ、反対のナコーンナーヨック川側の運河の水門はサオワパーポンシー水門と名付けられた。その時、オンカラック郡庁はランシット第16運河に移されたが、20年後サオワパーポンシー水門の近くに移された。現在はサオワパー市場の裏手、旧郡庁の
500m先にある。

## 地理
ナコーンナーヨック川の形成した平地に位置する。市内の重要な水源はナコーンナーヨック川とランシット運河である。
国道305号線が東西に通っており、東にナコーンナーヨック、西にタンヤブリー方面とつながっている。国道3360号線、3412号線が南から西に向かって延びており、ラムルークカー方面とつながっている。また南方にも国道が延びておりバーンナムプリアオ方面とつながっている。

## 行政区分
郡は11のタムボンにわかれ、さらにその下位に116の村（ムーバーン）に分かれる。自治体（テーサバーン）があり以下のようになっている。
- テーサバーンタムボン・オンカラック・・・タムボン・オンカラック、タムボン・サーイムーンの一部

また、郡内には11のタムボン行政体（オンカーンボーリハーンスワンタムボン）が設置されている。
1. タムボン・プラアーチャーン・・・ตำบลพระอาจารย์
2. タムボン・ブンサーン・・・ตำบลบึงศาล
3. タムボン・シーサクラブー・・・ตำบลศีรษะกระบือ
4. タムボン・ポーテーン・・・ตำบลโพธิ์แทน
5. タムボン・バーンソムブーン・・・ตำบลบางสมบูรณ์
6. タムボン・サーイムーン・・・ตำบลทรายมูล
7. タムボン・バーンプラーコット・・・ตำบลบางปลากด
8. タムボン・バーンルークスア・・・ตำบลบางลูกเสือ
9. タムボン・オンカラック・・・ตำบลองครักษ์
10. タムボン・チュムポン・・・ตำบลชุมพล
11. タムボン・クローンヤイ・・・ตำบลคลองใหญ่